# Liste der Geotope im Landkreis Miltenberg
Diese Liste enthält die Geotope des unterfränkischen Landkreises Miltenberg in Bayern.
Die Liste enthält die amtlichen Bezeichnungen für Namen und Nummern des Bayerischen Landesamt für Umwelt (LfU) sowie deren geographische Lage. Diese Liste ist möglicherweise unvollständig. Im Geotopkataster Bayern sind etwa 3.400 Geotope (Stand März 2020) erfasst. Das LfU sieht einige Geotope nicht für die Veröffentlichung im Internet geeignet. Einige Objekte sind zum Beispiel nicht gefahrlos zugänglich oder dürfen aus anderen Gründen nur eingeschränkt betreten werden.
| Name                                                     | Bild           | Geotop ID | Gemeinde / Lage              | Geologische Raumeinheit | Beschreibung | Fläche m² / Ausdehnung m | Geologie                                                              | Aufschlussart                  | Wert               | Schutzstatus                                           | Bemerkung                       |
| -------------------------------------------------------- | -------------- | --------- | ---------------------------- | ----------------------- | --- | ------------------------ | --------------------------------------------------------------------- | ------------------------------ | ------------------ | ------------------------------------------------------ | ------------------------------- |
| Ehemaliger Steinbruch SW von Reistenhausen               |                | 676A002   | Collenberg Position          | Spessart                | In einer langgestreckten Aufreihung von Steinbrüchen im Maintal zwischen Miltenberg und Stadtprozelten wurde der Miltenberger Sandstein als begehrter Naturstein sehr zahlreich abgebaut. Heute bieten diese verlassenen Steinbrüche Raum für geschützte Arten. Dieser ehemalige Steinbruch wurde deshalb als Naturschutzgebiet ausgewiesen. | 90000 900 × 100          | Typ: Schichtfolge Art: Sandstein                                      | Steinbruch                     | wertvoll           | Naturschutzgebiet, Landschaftsschutzgebiet, FFH-Gebiet |                                 |
| Buntsandsteinsaufschluss WSW von Dorfprozelten           |                | 676A005   | Dorfprozelten Position       | Spessart                | In einer langgestreckten Aufreihung von Steinbrüchen im Maintal zwischen Miltenberg und Stadtprozelten wurde der Miltenberger Sandstein als begehrter Naturstein sehr zahlreich abgebaut. Aus ein wenig Entfernung ist dieser steile, ehemalige Steinbruch beeindruckend, allerdings ist er als Naturschutzgebiet sehr eingewachsen und eigentlich nicht zugänglich. | 57000 570 × 100          | Typ: Gesteinsart Art: Sandstein                                       | Steinbruch                     | bedeutend          | Naturschutzgebiet, Landschaftsschutzgebiet, FFH-Gebiet |                                 |
| Ehem. Steinbrüche WSW von Miltenberg                     |                | 676A006   | Miltenberg Position          | Odenwald                | Die großen, alten und aufgelassen Buntsandsteinbrüche bei Miltenberg sind extrem steil und nicht ganz ungefährlich. Am 28. März 2005 stürzte hier eine größere Menge Gesteinsbrocken bis zu einigen Tonnen Gewicht auf das Autohaus und erzeugte erhebliche Schäden. Inzwischen ist der schöne Aufschluss abgesichert. | 12400 310 × 40           | Typ: Gesteinsart Art: Sandstein                                       | Steinbruch                     | bedeutend          | Landschaftsschutzgebiet, Vogelschutzgebiet, Naturpark  |                                 |
| Ehem. Steinbruch NNW von Großheubach                     |                | 676A007   | Großheubach Position         | Spessart                | Nördlich von Großheubach liegt ein ehemaliger Buntsandsteinbruch der aufgrund seiner Nutzung als TRIAL-Trainingsstrecke sehr gepflegt und nicht zugewachsen ist. Die braunroten bis hellvioletten glimmerführenden Fein- bis Mittelsandsteine sind z. T. schwach geroellführend. Sie enthalten Schrägschichtungen, Strömungsrippel und Tongallen. Im oberen Bereich sind Schluff- und Tonsteinlagen zwischengeschaltet. | 6175 95 × 65             | Typ: Gesteinsart Art: Sandstein                                       | Steinbruch                     | bedeutend          | Landschaftsschutzgebiet, Naturpark                     |                                 |
| Ehem. Buntsandsteinbruch Königswald E von Mömlingen      |                | 676A008   | Mömlingen Position           | Odenwald                | Im Königswald östlich von Mömlingen befindet sich ein ausgedehntes Areal mit historischen Steinbrüchen im Unteren Buntsandstein. Der südlich gelegene Steinbruch wird heute als Veranstaltungsort genutzt und weist eine Hütte, sowie einen Grillplatz auf. | 15000 300 × 50           | Typ: Gesteinsart, Schichtfolge, Sedimentstrukturen Art: Sandstein     | Steinbruch                     | wertvoll           | Landschaftsschutzgebiet, Naturpark                     |                                 |
| Sandsteinbruch W von Bürgstadt                           |                | 676A009   | Bürgstadt Position           | Spessart                | Am Mainufer gegenüber Bürgstadt ist in einem alten Steinbruch der Calvoerde-Dickbank-Sandstein (Miltenberger Sandstein) aufgeschlossen. Der Zugang unmittelbar vor dem Geotop ist stark zugewachsen und mit Bändern abgesperrt, aber 3/4 der Wand sind gut erkennbar. | 1000 50 × 20             | Typ: Gesteinsart Art: Sandstein                                       | Steinbruch                     | bedeutend          | Naturschutzgebiet, Landschaftsschutzgebiet, FFH-Gebiet |                                 |
| Bodenprofil an der Schwedenschanze WSW von Mömlingen     |                | 676A011   | Mömlingen Position           | Odenwald                | Beim Bodenprofil handelt es sich um eine so genannte Sedimentfalle. Hier wurden auf engstem Raum verschiedene Böden freigelegt. Neben Frostkeilen und einem Polygonmusterboden fand man auch Rohlöss mit einem Alter von etwa 17.000 Jahren. Der Aufschluss liegt am Geoparkpfad Feuer und Wasser Mömlingen. | 40 20 × 2                | Typ: Fossiler Boden, Schurf, Gesteinsart Art: Löß, Schluff, Sandstein | Schurf                         | bedeutend          | Landschaftsschutzgebiet, Naturpark                     |                                 |
| Mühlhansenloch WSW von Mömlingen                         | weitere Bilder | 676A012   | Mömlingen Position           | Odenwald                | Das Mühlhansenloch wird als Maar-Diatrem-Vulkan gedeutet. An der Tuffwand kann man stellenweise auch einen Basaltgang erkennen. Der Aufschluss liegt am Geoparkpfad Feuer und Wasser Mömlingen. | 40 20 × 2                | Typ: Gesteinsart, Vulkanschlot Art: Tuff/Tuffit, Basalt               | Schurf                         | wertvoll           | Landschaftsschutzgebiet, Naturpark                     |                                 |
| Unterirdischer Tonabbau E von Klingenberg                |                | 676G001   | Klingenberg am Main Position | Spessart                | Die Stadt Klingenberg betrieb bis Dezember 2011 ein Tonbergwerk, dessen Geschichte mehrere Jahrhunderte zurückreicht. Das Gelände der Tongrube liegt in einer Talsenke. Hier wurde Ton zunächst in Tagebaulöchern und seit Mitte des 18. Jahrhunderts untertage abgebaut. Ihr Vorhandensein verdankt die Tonlagerstätte einem grabenartigen Einbruch in einem gegen Osten einfallenden Buntsandsteinsattel. 2012 wurden Sicherungs- und Verwahrungsarbeiten auf dem Betriebsgelände durchgeführt. Die Stollen sind verschlossen. Am Seitenbach unterhalb des Geländes wurde ein Stollenmundloch aus der Frühzeit des Bergbaus renoviert. Daneben erinnern Schienen, Hunte und ein Förderkorb an den Bergbau. | 60000 300 × 200          | Typ: Stollen, Störung Art: Ton, Sandstein                             | Tunnel/Stollen/Schacht         | besonders wertvoll | Landschaftsschutzgebiet, Naturpark                     |                                 |
| Heunesäulen am Haineberg SSW von Kleinheubach            |                | 676G002   | Miltenberg Position          | Odenwald                | Die Heunesäulen sind 7,5 m lang und 1,3 m dick. Sie wurden an Ort und Stelle aus dem Buntsandstein geschlagen und waren vermutlich für den Bau des Mainzer Doms im 11. Jahrhundert bestimmt. Von den ursprünglich 42 Säulen gab es im 18. Jahrhundert noch 14. Heute sind noch 8 Säulen erhalten. | 200 20 × 10              | Typ: Bearbeiteter Fels Art: Sandstein                                 | kein Aufschluss                | wertvoll           | Landschaftsschutzgebiet, Naturpark                     |                                 |
| Basaltgrube am Buchberg SW von Mömlingen                 |                | 676G003   | Mömlingen Position           | Odenwald                | Vermutlich 1851 erschloss man im Tagebau zuerst einen vermutlich 5 bis 10 m breiten Basaltgang. Ab 1892 wurde unterirdisch immer wieder Basalt abgebaut. 1928 wurde der Basaltabbau wegen fehlender Finanzmittel eingestellt. Der Tagebau ist mittlerweile verfüllt. Heute ist noch eine Pingenreihe mit Halde sowie ein Tagebau-Versuch erkennbar, der aber den Basalt nicht erreicht hat. Basalt-Aufschlüsse sind nicht vorhanden, Lesesteine von Basalt lassen sich auf den Halden finden. Ein Schacht, der in Verbindung mit dem Unterfahrungsstollen stand, ist noch vorhanden, aber derzeit abgedeckt.                                                                                                 | 1000 100 × 10            | Typ: Pinge/nfeld, Schacht, Halde Art: Basalt                          | Pinge                          | bedeutend          | Landschaftsschutzgebiet, Naturpark                     |                                 |
| Zigeunerhöhle SE von Heppdiel                            |                | 676H001   | Eichenbühl Position          | Odenwald                | Eine abgeglittene, große Sandsteinplatte aus dem Mittleren Buntsandstein liegt schräg aufgestellt am Hang im Wald. Der daraus entstandene Hohlraum wurde als Höhle oder Zufluchtstätte genützt, was an den ausgearbeiteten Nischen im Innenraum zu erkennen ist. | 12 4 × 3                 | Typ: Überdeckungshöhle Art: Sandstein                                 | Block                          | bedeutend          | Naturdenkmal, Landschaftsschutzgebiet, Naturpark       |                                 |
| Zittenfeldener Quelle (Siegfriedquelle) SSE von Amorbach | weitere Bilder | 676Q001   | Amorbach Position            | Odenwald                | Aufgrund der zwischengelagerten Tonschichten im Buntsandstein befinden sich vor allem im Mittleren Buntsandstein viele Quellen. Die Zittenfeldener Quelle ist eine von mehreren Quellen im Odenwald, die Anspruch erhebt, die Siegfriedquelle zu sein, an der Siegfried von Hagen ermordet wurde. Der heutige Quellaustritt ist höhlenartig erweitert. Einige Meter darüber liegt eine weitere, trockengefallene Quellgrotte. | 1000 200 × 5             | Typ: Schichtquelle Art: Sandstein                                     | Höhle                          | wertvoll           | Naturdenkmal, Landschaftsschutzgebiet, Naturpark       |                                 |
| Röllbachquelle SE von Röllbach                           | weitere Bilder | 676Q002   | Röllbach Position            | Spessart                | In der Naherholungsanlage am Röllbachsbrunnen wird die Quellschüttung als Wassertretbecken genutzt. Der Quellaustritt ist eine von vielen Quellen, die aus den Ton/Sandstein Wechselfolgen des Mittleren Buntsandstein entspringen. | 3000 100 × 30            | Typ: Schichtquelle Art: Sandstein                                     | kein Aufschluss                | bedeutend          | Naturdenkmal, Landschaftsschutzgebiet, Naturpark       |                                 |
| Blockfeld am Hallstein WSW von Weilbach                  |                | 676R001   | Weilbach Position            | Odenwald                | Ca. 30 Höhenmeter unterhalb der Hallhöhe liegt in einem abgeholzten und neu bepflanzten Bereich im Wald verteilt eine Ansammlung von größeren, nicht anstehenden Gesteinsblöcken aus Felssandstein. Der größte dieser Blöcke ist mit weißer Schrift als das Naturdenkmal Hallstein gekennzeichnet. Dieser Block ist im Periglazial der Würmeiszeit ca. 50 m vom Anstehenden talwärts gewandert. | 20000 200 × 100          | Typ: Blockmeer, Felsblock Art: Sandstein                              | Block                          | wertvoll           | Naturdenkmal, Landschaftsschutzgebiet, Naturpark       |                                 |
| Umlaufberg NNE von Faulbach                              |                | 676R002   | Faulbach Position            | Spessart                | Deutlich von dem umgebenden Landschaftsbild der dunklen waldbedeckten Mittelgebirgshügel abgesetzt, liegt bei Faulbach ein oval geformter, von Wiesen begrünter Hügel (Grohberg). Er ist die zurückgebliebene Insel eines früheren Mäanders. Den besten Blick auf diesen Umlaufberg erhält man auf der gegenüberliegenden Mainseite bei Mondfeld. | 935000 1100 × 850        | Typ: Umlauf-/Durchbruchsberg Art: Lößlehm, Sandstein                  | kein Aufschluss                | bedeutend          | Naturschutzgebiet, Landschaftsschutzgebiet, FFH-Gebiet |                                 |
| Seltenbachschlucht E von Klingenberg                     | weitere Bilder | 676R003   | Klingenberg am Main Position | Spessart                | Die Seltenbachschlucht ist eine der wenigen leicht zugänglichen Stellen, wo u. a. Gesteine des Mittleren Buntsandsteins aufgeschlossen sind. Verschiedene Sedimente des Buntsandsteins können an den Felswänden studiert werden. Am oberen Ende der Schlucht befindet sich das Tonbergwerk Klingenberg, in dem besonders reine und hochwertige Spezialtone abgebaut wurden. | 20000 1000 × 20          | Typ: Gesteinsart, Schichtfolge, Sedimentstrukturen Art: Sandstein     | Prallhang/Flussbett/Bachprofil | wertvoll           | Landschaftsschutzgebiet, Naturpark                     | Bayerns schönste Geotope Nr. 90 |